# Адміністративний поділ Лівану
Ліван поліляється на 6 провінцій (мохафаза араб. محافظة), котрі у свою чергу діляться на 25 районів (када араб. قضاء). Райони — на муніципалітети.

## Провінції
| Провінції Лівану | Провінції Лівану | Провінції Лівану              | Провінції Лівану | Провінції Лівану |
| № на мапі        | Українська назва | Оригінальна назва (арабською) | Площа (км²)      | Столиця          |
| ---------------- | ---------------- | ----------------------------- | ---------------- | ---------------- |
| 1                | Бейрут           | محافظة بيروت                  | 19,8             | Бейрут           |
| 2                | Гірський Ліван   | جبل لبنان                     | 1 986            | Баабда           |
| 3                | Північний Ліван  | الشمال                        | 2024,8           | Триполі          |
| 4                | Бекаа            | البقاع                        | 4429             | Захла            |
| 5                | Набатія          | النبطية                       | 1058             | Набатія          |
| 6                | Південний Ліван  | الجنوب                        | 2000             | Сайда            |

## Райони
| Ліван | Це незавершена стаття з географії Лівану. Ви можете допомогти проєкту, виправивши або дописавши її. |